# Stade Pierre Brisson
Stade Pierre Brisson este un stadion multifuncțional din Beauvais, Franța. Este folosit mai ales pentru meciuri de fotbal și este stadionul pe care AS Beauvais Oise își joacă meciurile pe teren propriu și, temporar, pentru FC Chambly (al cărui stadion Stade des Marais nu este autorizat pentru meciurile de Ligue 2). Stadionul poate găzdui 10.178 de spectatori.